# Aborto con medicamentos

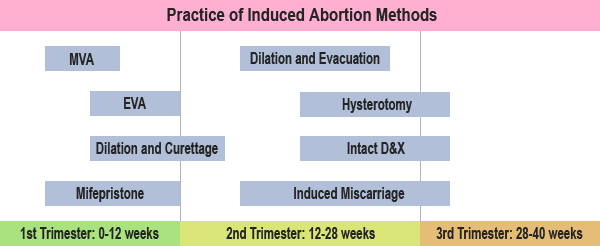
Frecuencia de las diferentes técnicas de aborto inducido según la edad gestacional (la mayoría son técnicas de aborto quirúrgico; el aborto con medicamentos es una técnica de uso hasta las 9 semanas) :
1º trimestre (0-12 semanas del desarrollo embrionario):
- Aspiración manual endouterina (AMEU -MVA)
- Succión o aspiración de vacío eléctrica AE o AVE (EVA)
- Dilatación y curetaje- legrado uterino instrumental (LUI);
- Mifepristona y misoprostol (Aborto con medicamentos)
2º trimestre (12-28 semanas):
- Dilatación y evacuación
- Histerectomía
- Dilatación y extracción intacta
- Inducción al parto prematuro
3º trimestre (28-30 semanas):
- Histerectomía, Dilatación y extracción intacta e inducción al parto prematuro

Se denomina aborto con medicamentos, aborto médico, aborto con pastillas, aborto químico, aborto farmacológico o no quirúrgico al aborto inducido o IVE causado por la administración de medicamentos. Los medicamentos de referencia son la mifepristona ayudado con el misoprostol.
La Organización Mundial de la Salud mantiene la información sobre los usos y los riesgos del aborto con medicamentos
El aborto con medicamentos se practica tanto en países donde está legalizado el aborto inducido como en los que está penalizado. El aborto con medicamentos se considera el método más efectivo y seguro para la vida y salud de las mujeres. En general el aborto con medicamentos es preferible al aborto quirúrgico ya que no requiere anestesia ni tampoco intervención quirúrgica. Requiere vigilancia médica para asegurar el éxito y prevenir complicaciones; a menudo la eliminación o evacuación es incompleta y requiere la intervención final de un médico.
La interrupción voluntaria del embarazo con medicamentos es segura hasta la semana 12 de embarazo después de la fecha de la última menstruación. Desde la semana 13 de embarazo en adelante sólo es seguro si el aborto se realiza en un hospital.
México es el primer país de Latinoamérica que autorizó el uso de zacafemyl-mifepristona para interrupción voluntaria del embarazo hasta las 12 semanas y la interrupción legal a partir de las 13 semanas de embarazo.[cita requerida] Algunos nombres de comercialización de la mifepristona en el mundo son Zacafemyl, Mifeprex, Mifegyne y Myfegyn.

## Protocolo mifepristona + misoprostol
El protocolo de referencia es la combinación de los medicamentos mifepristona (zacafemyl, mifeprex, mifegyne, myfegyn) y, de 2 o 4 días después misoprostol (misive, cycotec, arthrotec, oxaprost, cyprostol, mibetec, misotrol) que puede administrarse siguiendo varios protocolos, denominados francés, FDA y basado en la evidencia.

### Comparación de protocolos mifepristona + misoprostol
| Pasos e indicaciones                         | Esquema francés                                              | Unión Europea - FDA                     | Esquema basado en la evidencia                                             |
| -------------------------------------------- | ------------------------------------------------------------ | --------------------------------------- | -------------------------------------------------------------------------- |
| Dosis de mifepristona - día 1                | 600 mg.                                                      | 600 mg.                                 | 200 mg.                                                                    |
| Dosis de misoprostol - día 2 a 4 o gemeprost | 400 mcg(microgramos). vía oral o 1 mg. gemeprost vía vaginal | 400 mcg. vía oral o 400 mcg vía vaginal | 400 mcg. vía oral o 600-800 mcg, vía vaginal o 1 mg. gemeprost vía vaginal |
| Límite gestacional - 49 / 63 días            | hasta 49 días                                                | hasta 49 días                           | hasta 63 días                                                              |
| Lugar de administración de misoprostol       | consultorio médico o clínica                                 | consultorio médico o clínica            | consultorio médico o clínica o en casa                                     |
| Día de administración de misoprostol         | Día 2 o 3                                                    | Día 3                                   | Día 2, 3 o 4                                                               |
| Día de revisión o seguimiento                | Día 10 a 14                                                  | Día 14                                  | Día 4 a 14                                                                 |
| Consultas médicas o clínicas                 | 3 o más                                                      | 3 o más                                 | 2 o más                                                                    |

- Mifepristona con misoprostol. La mifepristona junto con misoprostol es el método con medicamentos más habitual, administrado hasta las primeras 7 a 9 semanas de embarazo (49 a 63 días). El método consiste en administrar mifepristona a dosis altas (600 mg según protocolo FDA) y, a los dos días misoprostol (400 µg) que provoca contracciones en el parto. La mifepristona es un antagonista de la progesterona, hormona necesaria para la continuidad de la gestación. Para garantizar la expulsión se usa el misoprostol. El protocolo presenta contraindicaciones diversas, por ejemplo con el uso previo continuado de terapias basadas en esteroides.[10][11]

## Otros protocolos
La Organización Mundial de la Salud mantiene la información del uso

### Misoprostol solo
- Misoprostol solo. Según indica el prospecto de Misive:
  - Hasta 49 días de gestación: 4 comprimidos de Misive 200 por vía vaginal cada 24h, y hasta 3 veces (cuando existe alguna contraindicación o alergia a la Mifepristona o el acceso a la misma es absolutamente imposible).
  - En embarazos de 8 a 12semanas: 3 o 4 comprimidos de MISIVE 200 por vía vaginal cada 4-6 horas, respectivamente.
  - En embarazos mayores a 8 semanas, se tenderá a utilizar 3 docis de 4 comprimidos de MISIVE 200  por primeravez después 20 minutos y la tercera dosis 3 horas después incluso menores según respuesta.

### Misoprostol con diclofenac
- Misoprostol con diclofenac

Según protocolo de la Federación Latinoamericana de Obstetricia y Ginecología FLASOG y OMS
- Hasta la semana 12 de embarazo cumplida:
  - Vía vaginal: 4 pastillas cada 12 horas, 3 veces

### Metotrexato con misoprostol
- Metotrexato con misoprostol. Según el prospecto de Misive:
  - Hasta 49 días de gestación se administran 2 comprimidos de Misive 200 por vía vaginal 36-48 h después de la administración oral de Mifepristona (600 mg).
    - Primero el metotrexato, que se administra con una inyección y afecta a las células en proliferación del embrión, provocando la interrupción de su desarrollo.
    - Segundo el Misoprostol, día y medio o dos días después de la administración de metotrexato se administra misoprostol, un análogo semisintético de la PGE1 prostaglandina que estimula la contracción del útero, provoca la expulsión de sus restos. El procedimiento está contraindicado para pacientes de enfermedades como la insuficiencia renal.

## Estadísticas en Europa y los Estados Unidos
El medicamento de referencia en el aborto con medicamentos, la mifepristona, está registrado y disponible desde 1988. Actualmente está aprobada su utilización en: Austria, Bélgica, China, Dinamarca, Finlandia, Reino Unido, Grecia, India, Israel, Luxemburgo, Holanda, Nueva Zelanda, Noruega, Rusia, Sudáfrica, España, Suecia, Suiza, Taiwán, Túnez, Ukrania y Estados Unidos entre otros.
En Estados Unidos está aprobado su uso desde septiembre del 2000. En Europa la utilización del aborto con medicamentos es desigual, así, en Portugal supone el 67% de las IVEs (interrupción voluntaria del embarazo), en Francia el 49%; en Inglaterra y Gales el 40%, en Escocia y Finlandia el 70%, en España solamente el 4%, en Italia menos del 4% ya que comenzó su comercialización en diciembre de 2009. En Estados Unidos su uso alcanza el 10% de los abortos inducidos. El aborto en Túnez se realiza en un 60 y 70% con medicamentos.